# Sean Olsson
Sean Olsson   (Beverley, 2 de març de 1967) és un pilot de bob anglès, ja retirat, que va competir durant la dècada de 1990.
El 1994 va prendre part als Jocs Olímpics d'Hivern de Lillehammer, on va disputar, sense sort, dues proves del programa de bobsleigh. Quatre anys més tard, als Jocs de Nagano, guanyà la medalla de bronze en la prova de bobs a quatre. Formà equip amb Dean Ward, Courtney Rumbolt i Paul Attwood. En aquests mateixos Jocs fou l'encarregat de dur la bandera britànica durant la cerimònia de clausura.
Una vegada retirat passà a exercir d'entrenador de l'equip nacional de bob.